# Olympische Sommerspiele 1952/Segeln

Olympische Bootsklassen 1952

Bei den Olympischen Sommerspielen 1952 in der finnischen Hauptstadt Helsinki fanden fünf Wettbewerbe im Segeln statt. Die Regatten wurden vom 20. Juli bis zum 28. Juli auf zwei Kursen vor Helsinki ausgetragen: Harmaja und Liuskasaari.

## Bilanz

### Medaillenspiegel
| Platz  | Land               | Gold | Silber | Bronze | Gesamt |
| ------ | ------------------ | ---- | ------ | ------ | ------ |
| 01     | Vereinigte Staaten | 2    | 1      | —      | 3      |
| 02     | Norwegen           | 1    | 2      | —      | 3      |
| 03     | Dänemark           | 1    | —      | —      | 1      |
| 03     | Italien            | 1    | —      | —      | 1      |
| 05     | Schweden           | —    | 1      | 2      | 3      |
| 06     | Großbritannien     | —    | 1      | —      | 1      |
| 07     | BR Deutschland     | —    | —      | 1      | 1      |
| 07     | Finnland           | —    | —      | 1      | 1      |
| 07     | Portugal           | —    | —      | 1      | 1      |
| Gesamt | Gesamt             | 10   | 10     | 10     | 30     |

### Medaillengewinner
| Disziplin      | Gold                                                                                                 | Silber                                                                     | Bronze                                                                        |
| -------------- | --- | -------------------------------------------------------------------------- | ----------------------------------------------------------------------------- |
| Finn-Dinghy    | Paul Elvstrøm (DEN)                                                                                  | Charles Currey (GBR)                                                       | Rickard Sarby (SWE)                                                           |
| Drachen        | Norwegen Håkon Barfod Sigve Lie Thor Thorvaldsen                                                     | Schweden Erland Almkvist Sidney Boldt-Christmas Per Gedda                  | BR Deutschland Erich Natusch Georg Nowka Theodor Thomsen                      |
| 5,5-m-R-Klasse | Vereinigte Staaten Britton Chance Michael Schoettle Edgar White Sumner White                         | Norwegen Børre Falkum-Hansen Peder Lunde sr. Vibeke Lunde                  | Schweden Carl-Erik Ohlson Folke Wassén Magnus Wassén                          |
| 6-m-R-Klasse   | Vereinigte Staaten Everard Endt John Morgan Eric Ridder Julian Roosevelt Emelyn Whiton Herman Whiton | Norwegen Tor Arneberg Erik Heiberg Finn Ferner Johan Ferner Carl Mortensen | Finnland Ragnar Jansson Paul Sjöberg Adolf Konto Rolf Turkka Ernst Westerlund |
| Star           | Italien Nicolò Rode Agostino Straulino                                                               | Vereinigte Staaten John Price John Reid                                    | Portugal Joaquim Fiúza Francisco de Andrade                                   |

## Ergebnisse

### Finn-Dinghy
| Platz | Land | Athlet             | Punkte |
| ----- | ---- | ------------------ | ------ |
| 1     | DEN  | Paul Elvstrøm      | 8209   |
| 2     | GBR  | Charles Currey     | 5449   |
| 3     | SWE  | Rickard Sarby      | 5051   |
| 4     | NED  | Koos de Jong       | 5033   |
| 5     | AUT  | Wolfgang Erndl     | 4273   |
| 6     | NOR  | Morits Skaugen     | 4073   |
| 7     | ITA  | Adelchi Pelaschier | 4068   |
| 8     | CAN  | Paul McLaughlin    | 4033   |

Teilnehmer aus dem deutschsprachigen Raum:
 Werner Krogmann (15.)
 Wolfgang Erndl (5.)
 Willy Pieper (13.)

### Drachen
| Platz | Land | Athleten                                                  | Punkte |
| ----- | ---- | --------------------------------------------------------- | ------ |
| 1     | NOR  | Pan Håkon Barfod Sigve Lie Thor Thorvaldsen               | 6129   |
| 2     | SWE  | Erland Almkvist Sidney Boldt-Christmas Per Gedda          | 5555   |
| 3     | GER  | Gustel X Erich Natusch Georg Nowka Theodor Thomsen        | 5351   |
| 4     | ARG  | Roberto Sieburger Jorge del Río Salas Horacio Campi       | 5335   |
| 5     | DEN  | Snude Ole Berntsen William Berntsen Aage Birch            | 4460   |
| 6     | NED  | Wim van Duyl Biem Dudok van Heel Michiel Dudok van Heel   | 4041   |
| 7     | BRA  | Wolfgang Edgard Richter Peter Mangels Francisco Isoldi    | 2884   |
| 8     | POR  | João Miguez Tito Carlos Rogenmoser Lourenço Alberto Graca | 2782   |

Keine weiteren Teilnehmer aus dem deutschsprachigen Raum.

### 5,5-m-R-Klasse
| Platz | Land | Athleten                                                                    | Punkte |
| ----- | ---- | --------------------------------------------------------------------------- | ------ |
| 1     | USA  | Complex II (US I) Britton Chance Michael Schoettle Edgar White Sumner White | 5751   |
| 2     | NOR  | Encore Børre Falkum-Hansen Peder Lunde sr. (Skipper) Vibeke Lunde           | 5325   |
| 3     | SWE  | Carl-Erik Ohlson Folke Wassén Magnus Wassén                                 | 4554   |
| 4     | POR  | Duarte Manuel Bello Fernando Bello Júlio De Sousa Leite Gourinho            | 4450   |
| 5     | ARG  | Rodolfo Vollenweider Tomas Galfrascoli Ludovico Kempter                     | 3982   |
| 6     | GBR  | Robert Perry John Dillon Neil Kennedy-Cochran-Patrick                       | 3727   |
| 7     | RSA  | Noel Horsfield Joseph Ellis-Brown Eric Benningfield                         | 3338   |
| 8     | FIN  | Hans Dittmar Aarne Castrén Johan Stadigh                                    | 3292   |

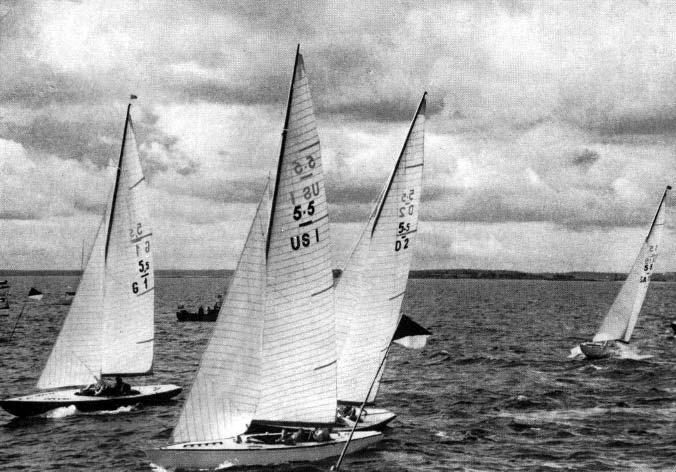
5,5mR-Yachten bei den Olympischen Spielen 1952, Tom Kyle (G I), Complex II (US I) und Jill (D 2)

Teilnehmer aus dem deutschsprachigen Raum:
 Hans Lubinus (9.)
 Henri Copponex (12.)

### 6-m-R-Klasse
| Platz | Land | Athleten | Punkte |
| ----- | ---- | --- | ------ |
| 1     | USA  | Llanoria, US 83 Everard Endt John Morgan Eric Ridder Julian Roosevelt Emelyn Whiton Herman Whiton (Skipper) | 4870   |
| 2     | NOR  | Elisabeth X Tor Arneberg Erik Heiberg Finn Ferner (Skipper) Johan Ferner Carl Mortensen                     | 4648   |
| 3     | FIN  | Raila Ragnar Jansson Paul Sjöberg Adolf Konto Rolf Turkka Ernst Westerlund                                  | 3944   |
| 4     | SWE  | Sven Salén Martin Hindorff Torsten Lord Lars Lundström Karl-Robert Ameln                                    | 3773   |
| 5     | ARG  | Enrique Sieburger senior Rufino Rodríguez de la Torre Werner von Foerster Horacio Monti Hércules Morini     | 3393   |
| 6     | SUI  | Louis Noverraz André Firmenich Charles Stern François Chapot Marcel Stern                                   | 3020   |
| 7     | CAN  | Bill Gooderham Ken Bradfield Bill Copeland Bill MacIntosh Rowan MacDonald Donald Tytler                     | 3013   |
| 8     | ITA  | Enrico Poggi Antonio Cosentino Pietro Reggio Giusto Spigno Andrea Ferrari                                   | 2560   |

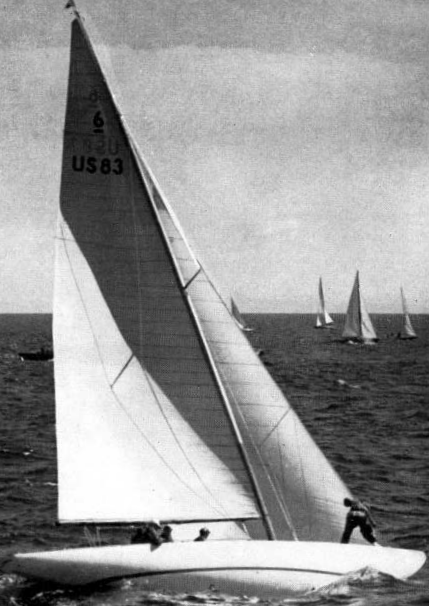
6mR-Yacht Llanoria, US 83, Goldmedaille

Teilnehmer aus dem deutschsprachigen Raum:
 Wolfgang Elsner mit Hans Kadelbach, Paul-Heinrich Lange, Götz von Mirbach & Andreas Howaldt (10.)
 Louis Noverraz mit André Firmenich, Charles Stern, François Chapot & Marcel Stern (6.)

### Star
| Platz | Land | Athleten                                          | Punkte |
| ----- | ---- | ------------------------------------------------- | ------ |
| 1     | ITA  | Nicolò Rode Agostino Straulino                    | 5876   |
| 2     | USA  | John Price John Reid                              | 5649   |
| 3     | POR  | Joaquim Fiúza Francisco de Andrade                | 5223   |
| 4     | CUB  | Carlos de Cárdenas Culmell Carlos de Cárdenas Plá | 4535   |
| 5     | BAH  | Durward Knowles Sloane Farrington                 | 4405   |
| 6     | FRA  | Edouard Chabert Jean-Louis Dauris                 | 3866   |
| 7     | SWE  | Bengt Melin Börje Carlsson                        | 3785   |
| 8     | NED  | Bob Maas Edward Stutterheim                       | 3510   |

Teilnehmer aus dem deutschsprachigen Raum:
 Paul Fischer & Claus Wunderlich (11.)
 Harald von Musil & Harald Fereberger (14.)
 Hans Bryner & Kurt Bryner (9.)